# Nørgaards netfix
Nørgaards Netfix var et TV-program, der blev sendt på TV2 Zulu 2015-16. Programmet bestod af fire sæsoner og blev præsenteret af komikeren Martin Nørgaard.
Programmet er bygget op som Dybvaaaaad!, hvor en vært præsenterer forskellige klip og kommenterer klippene herefter. Det blev også nævnt i Nørgaards Netfix, at flere havde kommenteret på programmet, som værende en kopi af Dybvaaaaad!. 
Nørgaards Netfix bruger dog mest klip fra internettet, hvorimod Dybvaaaaad! bruger klip fra TV. 

## Nationens kommentarer læst op af børn.
En fast del af programmet, var Nationens kommentarer læst op af børn. Nationen er et læserbrevssegment i Ekstra Bladet, hvor den almindelige dansker kan kommentere på stort set alt. Nationen er dog også den del af Ekstra Bladet, hvor man kan kommentere på digitale nyhedsartikler mm. Nationen adskiller sig fra kommentarspor på andre medier, ved ofte at indeholde mere morbide, racistiske, sexistiske og upassende, da moderationen tillod betydeligt mere. 
Disse kommentarer blev brugt som et humoristisk indslag, ved at man fik børn i alderen 9-12 til at læse flere af disse kommentarer op, hvor børnene ofte ikke forstod hvad der egentlig blev talt om.

### Andre medvirkende
- Mikkel Rask
- Ane Høgsberg
- Mikkel Klint Thorius
- Morten Wichmann
- Frederik Rosgaard
- Mads Holm